# Connecting Rooms
Connecting Rooms è un film del 1970 scritto e diretto da Franklin Gollings. La sceneggiatura è basata sul racconto Cellist di Marion Hart